# Bülent Arel
Bülent Arel (født 23. maj 1919 i Istanbul, Tyrkiet, død 24. november 1990 i New York, USA) var en tyrkisk komponist. Arel var den første tyrkiske komponist som beskæftigede sig med elektronisk musik. 
Han studerede komposition i Ankara og til lydingeniør i Paris.
Han kom til USA i 1959, efter en invitation fra the Rockefeller Foundation for at arbejde på Columbia-Princeton Electronic Music Center. Han arbejde her med Edgar Varese på indspilningen af dennes komposition Déserts.
Arel har komponeret elektronisk musik, 4 symfonier, orkesterværker, kammermusik, vokalmusik etc.

## Udvalgte værker
- Symfoni nr. 1 (1949) - for orkester
- Symfoni nr. 2 (1951-1952) - for orkester
- Symfoni nr. 3 (1952) - for orkester
- Symfoni nr. 4 "Til ære for Haydn" (1960) - for orkester
- Suite "Intim" (1949) - for orkester
- "Allegro" koncert (1946) - for klaver og orkester
- "Dansen" (1951-1952) - for klaver og orkester
- "Hans og Grete" (1952) - ballet